# Acadêmicos do Samba (Uberlândia)
Grêmio Recreativo Acadêmicos do Samba (GRAS) é uma escola de samba do carnaval de Uberlândia. Foi fundada em 1981, as cores da escola são o amarelo, azul, branco e preto, e seu o símbolo é o tucano.
Uma das escolas mais jovens da cidade de Uberlândia, foi campeã pela primeira vez em 1986 com o enredo "sobre a cidade de Uberlândia". Com o presidente Mario Antonio da Silva, a escola foi tetra-campeã em 1986-1987-1988-1989. Em 1992 a agremiação amarelo e preto leva para avenida do carnaval o enredo "Lenda do Tucano Dourado"; e se consagra campeã do carnaval arrebatando nota máxima em todos os quesitos. Com sua última vitória em 1992 a escola então volta a ter o primeiro lugar somente no ano de 2001 quando apresenta o enredo: Astro Rei. Em 2002 a escola com o carnavalesco Jorge Lagarretta mostra o enredo: Vim Gostei fiquei. Festa na aldeia Brasil; que dará o bi-campeonato a escola.
Foi a quarta colocada em 2011 e 2012.

## Segmentos

### Presidentes
| Nome           | Mandato        | Ref.  |
| -------------- | -------------- | ----- |
| Ismael Marques | ? - atualidade | [ 3 ] |

## Carnavais
| Ano                  | Colocação   | Enredo                                                            | Carnavalesco                                                                        | Intérprete | Ref         |
| -------------------- | ----------- | ----------------------------------------------------------------- | ----------------------------------------------------------------------------------- | ---------- | ----------- |
| 1992                 | Campeã      | Lenda do Tucano Dourado                                           |                                                                                     |            | [ 6 ]       |
| 1995                 | Vice-campeã | Era de Aquarius                                                   | Ari de Oliveira                                                                     |            |             |
| 1996                 | 4º lugar    | Lua sonhos dos namorados                                          | Ari de Oliveira                                                                     |            |             |
| 1997                 | 4º lugar    | Pré história                                                      | Ari de Oliveira                                                                     |            |             |
| 1998                 | 3ºlugar     | Uma viagem aos quatro continentes                                 | Jorge Lagarreta                                                                     |            |             |
| 1999                 | Vice-campeã | Festas populares brasileiras: Tudo em nome da folia.              | Jorge Lagarreta                                                                     |            |             |
| 2000                 | 4º lugar    | Outros 500                                                        | Gilberto Neves                                                                      |            |             |
| 2001                 | Campeã      | Astro rei                                                         | Comissão de Carnaval (Luiz de Oliveira, Jorge Lagarreta, Ari de Oliveira e Enildom) |            | [ 6 ]       |
| 2002                 | Campeã      | Festa na aldeia Brasil. Vim gostei fiquei.                        | Jorge Lagarretta                                                                    |            | [ 3 ] [ 6 ] |
| 2003                 | 3° lugar    | O mundo da diversão acelera o coração.                            | Jorge Lagarretta                                                                    |            |             |
| 2004                 | 4° lugar    | A comunicação..                                                   | Luiz de Oliveira e Comissão de Carnaval                                             |            |             |
| 2005                 | 4° lugar    | 25 anos de Acadêmicos                                             | Comissão de Carnaval (Luiz de Oliveira, Jorge Lagarreta, Ari de Oliveira e Enildom) |            |             |
| 2006                 | 4° lugar    | Egito                                                             | Comissão de Carnaval (Luiz de Oliveira, Jorge Lagarreta, Ari de Oliveira e Enildom) |            |             |
| 2007                 | 4 lugar     | São Jorge e Zumbi dos Palmares                                    | Comissão de Carnaval (Luiz de Oliveira, Jorge Lagarreta, Ari de Oliveira e Enildom) |            |             |
| Não desfilou em 2008 |             |                                                                   |                                                                                     |            |             |
| 2009                 | 3° lugar    | Encanto dançar nas sagas de Clara                                 | Comissão de Carnaval (milton cantagalo e barracao)                                  |            |             |
| 2010                 | 4° lugar    | 365 de festa! Compositor:Gilmar Batista                           |                                                                                     |            |             |
| 2011                 | 4° lugar    | Do fundo do mar ao espaço sideral                                 |                                                                                     |            | [ 4 ]       |
| 2012                 | 4° lugar    | Tambor.                                                           | Comissão de Carnaval (Luiz de Oliveira, Jorge Lagarreta, Ari de Oliveira e Enildom) |            | [ 5 ]       |
| 2013                 | 4° lugar    | Alegria - animação que celebra a vida em todo o seu sentido       | Comissão de Carnaval (Luiz de Oliveira, Jorge Lagarreta, Ari de Oliveira e Enildom) |            |             |
| 2014                 | 4° lugar    | Uma Viagem ao Reino das Borboletas - Borboletar é Preciso         | Comissão de Carnaval                                                                |            | [ 6 ]       |
| 2015                 |             | Mulheres negras joia do povo brasileiro Intérprete:Gilmar Batista | Milton Cantagalo                                                                    |            |             |
| 2016                 | 4º lugar    | A saga do homem do campo, da antiguidade aos dias atuais          |                                                                                     |            | [ 3 ] [ 7 ] |

## Títulos
- Campeã de Uberlândia: 1986, 1987, 1988, 1989[3], 2001 e 2002